# Kazakhstan aux Jeux olympiques d'été de 2008
Le Kazakhstan participe aux Jeux olympiques d'été de 2008 à Pékin.

## Liste des médaillés kazakhs

### Médailles d'or
| Sport              | Discipline                | Sportifs           | Performance            |
| Médailles d'or : 2 |                           |                    |                        |
| Haltérophilie      | 75 kg (F)                 | Alla Vazhenina     | 266 pts                |
| Boxe               | 69 kg, poids mi-moyen (H) | Bakhyt Sarsekbayev | Kazakhstan 18 - 9 Cuba |

### Médailles d'argent
| Sport                  | Discipline          | Sportifs             | Performance             |
| Médailles d'argent : 3 |                     |                      |                         |
| Athlétisme             | Triple saut         | Olga Rypakova        | 15,11 m                 |
| Judo                   | Moins de 100 kg (H) | Askhat Jitkeïev      |                         |
| Lutte gréco-romaine    | 60 kg (H)           | Nurbakyt Tengizbayev | Kazakhstan 0 - 3 Russie |

### Médailles de bronze
| Sport                   | Discipline                | Sportifs              | Performance                                          |
| Médailles de bronze : 4 |                           |                       |                                                      |
| Lutte                   | Libre, 120 kg (H)         | Mutalimov Marid       | Kazakhstan 3 - 1 Iran                                |
| Lutte                   | Libre, 63 kg (F)          | Yelena Shalygina      | Kazakhstan 3 - 1 France                              |
| Boxe                    | 75 kg, poids mi-lourd (H) | Yerkebulan Shynaliyev | Kazakhstan 4 - +4 Chine                              |
| Taekwondo               | + 80 kg (H)               | Arman Chilmanov       | Kazakhstan 2 - 3 Cuba (Victoire par discalification) |

## Athlètes kazakhs par sports[1]

### Athlétisme

#### Hommes
| Épreuve          | Athlète             | Séries   | Séries | Quarts de finale | Quarts de finale | Demi-finales | Demi-finales | Finale       | Finale |
| Épreuve          | Athlète             | Résultat | Rang   | Résultat         | Rang             | Résultat     | Rang         | Résultat     | Rang   |
| ---------------- | ------------------- | -------- | ------ | ---------------- | ---------------- | ------------ | ------------ | ------------ | ------ |
| 200 mètres       | Vyacheslav Gunev    | 21.68    | 7e     | -                | -                | -            | -            | -            | -      |
| 400 mètres haies | Yevgeniy Meleshenko | Abandon  | /      | -                | -                | -            | -            | -            | -      |
| 20 km marche     | Rustam Kuratov      | NC       | NC     | NC               | NC               | NC           | NC           | 1h 28 min 25 | 42e    |
| Triple saut      | Roman Valiyev       | 16,20m   | 16e    | -                | -                | -            | -            | -            | -      |
| Saut en hauteur  | Sergey Zasimovich   | 2,10m    | 19e    | -                | -                | -            | -            | -            | -      |
| Décathlon        | Dmitriy Karpov      | NC       | NC     | NC               | NC               | NC           | NC           | Abandon      | /      |

#### Femmes
| Épreuve          | Athlète              | Séries   | Séries | Quarts de finale | Quarts de finale | Demi-finales | Demi-finales | Finale       | Finale            |
| Épreuve          | Athlète              | Résultat | Rang   | Résultat         | Rang             | Résultat     | Rang         | Résultat     | Rang              |
| ---------------- | -------------------- | -------- | ------ | ---------------- | ---------------- | ------------ | ------------ | ------------ | ----------------- |
| 400 mètres       | Olga Tereshkova      | 53.36    | 6e     | -                | -                | -            | -            | -            | -                 |
| 100 mètres haies | Anastasiya Pelepenko | 12.99    | 3e     | -                | -                | -            | -            | -            | -                 |
| 100 mètres haies | Natalya Ivoninskaya  | 13.20    | 6e     | -                | -                | -            | -            | -            | -                 |
| 400 mètres haies | Tatyana Azarova      | 56.88    | 4e     | -                | -                | -            | -            | -            | -                 |
| 20 km marche     | Svetlana Tolstaya    | NC       | NC     | NC               | NC               | NC           | NC           | 1h 34 min 03 | 29e               |
| Saut en longueur | Olga Rypakova        | 6,30m    | 15e    | -                | -                | -            | -            | -            | -                 |
| Triple saut      | Irina Litvinenko     | 12,92m   | 15e    | -                | -                | -            | -            | -            | -                 |
| Triple saut      | Yelena Parfenova     | 13,46m   | 15e    | -                | -                | -            | -            | -            | -                 |
| Triple saut      | Olga Rypakova        | 14,64m   | 3e Q   | NC               | NC               | NC           | NC           | 15,11m       | Médaille d'argent |
| Saut en hauteur  | Yekaterina Yevseyeva | 1,85m    | 14e    | -                | -                | -            | -            | -            | -                 |
| Saut en hauteur  | Marina Aitova        | 1,93m    | 3e Q   | NC               | NC               | NC           | NC           | 1,93m        | 7e                |
| Lancer du poids  | Iolanta Ulyeva       | 15,49m   | 16e    | -                | -                | -            | -            | -            | -                 |
| Heptathlon       | Irina Naumenko       | NC       | NC     | NC               | NC               | NC           | NC           | Ab.          | /                 |

### Aviron
Femmes
- 1 de couple :
  - Inga Dudchenko
- 2 de couple poids légers :
  - Alexandra Opachanova et Natalya Voronova

### Boxe
Hommes
- 48 kg (poids mi-mouche) :
  - Birzhan Zhakypov
- 51 kg (poids mouche) :
  - Mirat Sarsembayev
- 54 kg (poids coq) :
  - Kanat Abutalipov
- 57 kg (poids plume) :
  - Galib Jafarov
- 60 kg (poids légers) :
  - Merey Akshalov
- 64 kg (poids super-légers) :
  - Serik Sapiyev
- 69 kg (poids mi-moyen) :
  - Bakhyt Sarsekbayev
- 75 kg (poids moyen) :
  - Bakhtiyar Artayev
- 81 kg (poids mi-lourd) :
  - Yerkebulan Shynaliyev
- + 91 kg (poids super-lourd) :
  - Ruslan Mysatayev

| Athlète               | Catégorie                  | 16e de finale          | 8e de finale            | Quart de finale        | Demi-finale           | Finale                |
| Athlète               | Catégorie                  | Adversaire Résultat    | Adversaire Résultat     | Adversaire Résultat    | Adversaire Résultat   | Adversaire Résultat   |
| --------------------- | -------------------------- | ---------------------- | ----------------------- | ---------------------- | --------------------- | --------------------- |
| Birzhan Zhakypov      | Poids mi-mouches (-48kg)   | Bedak Victoire 7-6     | Danielyan Victoire 13-7 | Shiming Défaite 4-9    | -                     | -                     |
| Mirat Sarsenbayev     | Poids mouches (-51 Kg)     | Kaczor Victoire 14-5   | Balakshin Défaite 4-12  | -                      | -                     | -                     |
| Kanat Abutalipov      | Poids coqs (-54Kg)         | NC                     | Leon Défaite 3-10       | -                      | -                     | -                     |
| Galib Jafarov         | Poids plumes (-57Kg)       | Imranov Défaite 5-9    | -                       | -                      | -                     | -                     |
| Merey Akshalov        | Poids légers (-60Kg)       | Varga Victoire 12-3    | Qing Défaite 7-11       | -                      | -                     | -                     |
| Serik Sapiyev         | Poids super-légers (-64Kg) | NC                     | Sanchez Victoire 22-3   | BoonjumnongDéfaite 5-7 | -                     | -                     |
| Bakhyt Sarsekbayev    | Poids welters (-69Kg)      | Trupish Victoire 20-1  | Grushak Victoire RSCI 2 | Mahmudov Victoire 12-7 | Kim Victoire 10-6     | Banteur Victoire 18-9 |
| Bakhtiyar Artayev     | Poids moyens (-75Kg)       | Rachidi Victoire 8-2   | Korobov Victoire 10-7   | Degale Défaite 3-8     | -                     | -                     |
| Yerkebulan Shynaliyev | Poids mi-lourds (-81Kg)    | Semiotas Victoire 11-3 | Negron Victoire 9-3     | Kurbanov Victoire DQ 3 | Xiaoping Défaite 4-4+ | -                     |
| Ruslan Myrsatayev     | Poids super-lourds (+91Kg) | NC                     | Beahan Victoire RSC 1   | Zhilei Défaite 2-12    | -                     | -                     |

### Canoë-kayak

#### En eaux calmes
Hommes
- 500 m kayak monoplace (K1) :
  - Dmitriy Torlopov
- 1 000 m kayak monoplace (K1) :
  - Dmitriy Torlopov
- 500 m kayak biplace (K2) :
  - Dmitriy Kaltenberger et Alexey Dergunov
- 500 m canoë monoplace (C1) :
  - Mikhail Yemelyanov
- 1 000 canoë monoplace (C1) :
  - Mikhail Yemelyanov
- 500 m canoë biplace (C2) :
  - Alexandr Dyadchuk et Kaisar Nurmaganbetov

| Athlète              | Compétition | Éliminatoires  | Éliminatoires | Demi-finales   | Demi-finales | Finale A | Finale A |
| Athlète              | Compétition | Temps          | Rang          | Temps          | Rang         | Temps    | Rang     |
| -------------------- | ----------- | -------------- | ------------- | -------------- | ------------ | -------- | -------- |
| Dmitriy Torlopov     | K1 500m     | 1 min 39 s 892 | 6e            | 1 min 47 s 573 | 7e           | -        | -        |
| Dmitriy Torlopov     | K1 1000m    | 3 min 39 s 671 | 6e            | 3 min 47 s 212 | 8e           | -        | -        |
| Alexey Dergunov      | K2 500m     | 1 min 33 s 363 | 7e            | 1 min 33 s 512 | 6e           | -        | -        |
| Dmitriy Kaltenberger | K2 500m     | 1 min 33 s 363 | 7e            | 1 min 33 s 512 | 6e           | -        | -        |
| Mikhail Yemelyanov   | C1 500m     | 1 min 55 s 911 | 6e            | 2 min 06 s 908 | 8e           | -        | -        |
| Mikhail Yemelyanov   | C1 1000m    | 4 min 19 s 259 | 7e            | 4 min 16 s 813 | 8e           | -        | -        |
| Kaisar Nurmaganbetov | C2 500m     | 1 min 45 s 730 | 7e            | 1 min 44 s 992 | 7e           | -        | -        |
| Alexandr Dyadchuk    | C2 500m     | 1 min 45 s 730 | 7e            | 1 min 44 s 992 | 7e           | -        | -        |

### Cyclisme

#### Route
| Hommes - Contre la montre individuel : - Andrey Mizourov - Course sur route : - Maxim Iglinskiy - Andrey Mizourov | Femmes - Contre la montre individuel : - Zulfiya Zabirova - Course sur route : - Zulfiya Zabirova |

| Athlète         | Compétition      | Temps         | Rang |
| --------------- | ---------------- | ------------- | ---- |
| Andrey Mizourov | Course en ligne  | 6 h 26 min 27 | 43e  |
| Andrey Mizourov | Contre-la-montre | 1 h 06 min 32 | 23e  |

### Gymnastique

#### Rythmique
Femmes
- Concours général individuel :
  - Aliya Yussupova

### Handball
Femmes
- Olga Ajiderskaya, aile droite
- Irina Borechko, pivot
- Yelena Ilyukhina, demi centre
- Gulzira Iskakova, arrière gauche
- Natalya Kubrina, arrière gauche
- Yuliya Markovich, arrière droit
- Xeniya Nikandrova, demi centre
- Tatiana Parfenova, gardienne de but
- Marina Pikalova, arrière droit
- Yelena Portova, pivot
- Olga Travnikova, gardienne de but
- Yekaterina Tyapkova, aile gauche
- Yana Vassilyeva, pivot
- Natalya Yakovleva, aile droite

### Judo
| Hommes - 60 kg : - Salamat Utarbayev - 73 kg : - Rinat Ibraguimov - 100 kg : - Askhat Jitkeïev - + 100 kg : - Yeldos Ikhsangaliyev | Femmes - 48 kg : - Kelbet Nurgazina - 52 kg : - Sholpan Kaliyeva - 57 kg : - Gulzat Uralbayeva - 70 kg : - Zhanar Zhanzunova - 78 kg : - Sagat Abikeyeva - + 78 kg : - Gulzhan Issanova |

### Lutte

#### Gréco-romaine
Hommes
- 55 kg :
  - Asset Imanbayev
- 60 kg :
  - Nurbakyt Tengizbayev
- 66 kg :
  - Darkhan Bayakhmetov
- 74 kg :
  - Roman Melyoshin
- 84 kg :
  - Andrey Samokhin
- 96 kg :
  - Asset Mambetov

#### Libre
| Hommes - 55 kg : - Z. Mukhtarbekuly - 60 kg : - Baurzhan Orazgaliyev - 66 kg : - Leonid Spiridonov - 84 kg : - Gennadiy Laliyev - 96 kg : - Taimuraz Tigiyev - 120 kg : - Marid Mutalimov | Femmes - 48 kg : - Tatyana Bakatyuk - 55 kg : - Olga Smirnova - 63 kg : - Yelena Shalygina - 72 kg : - Olga Zhanibekova |

### Pentathlon moderne
Femmes
- Lada Jienbalanova
- Galina Dolgushina

### Sports aquatiques

#### Natation synchronisée
Femmes
- Duo :
  - Arna Toktagan et Ainur Kerey

### Taekwondo
| Hommes - + 80 kg : - Arman Chilmanov | Femmes - 67 kg : - Liya Nurkina |

### Tennis de table
Femmes
- Simple :
  - Marina Shumakova

### Tir
| Hommes - 10 m rifle à air : - Yuriy Yurkov - Vitaliy Dovgun - 50 m rifle couché : - Yuriy Yurkov - Vitaliy Dovgun - 50 m rifle 3 positions : - Viatliy Dovgun - Yuriy Yurkov - 50 m pistolet : - Rashid Yunusmetov - 10 m pistolet à air : - Rashid Yunusmetov | Femmes - 10 m rifle à air : - Olga Dovgun - 50 m rifle 3 positions : - Olga Dovgun - 10 m pistolet à air : - Zauresh Baibussinova - 25 m pistolet : - Zauresh Baibussinova - Trap : - Elena Struchaeva |

### Tir à l'arc
Femmes
- Epreuve individuelle :
  - Anastassiya Bannova

### Triathlon
Hommes
- Daniil Sapunov